# Кунцево II
Ку́нцево II — узловая железнодорожная станция Белорусского (Смоленского) направления Московской железной дороги на тупиковом ответвлении Кунцево I — Усово в Москве и Московской области. Входит в Московско-Смоленский центр организации работы железнодорожных станций ДЦС-3 Московской дирекции управления движением. По характеру основной работы является грузовой, по объёму выполняемой работы отнесена к 1-му классу.
Тупиковое ответвление до Усово сооружено в 1926 году, однако станция появилась позже, в 1964 году.
Входной светофор со стороны Кунцево I находится у западного края Усовской платформы Рабочий Посёлок, почти сразу же начинается путевое развитие. Кроме основного путевого развития в Москве внутри МКАД, в границах станции находится участок линии от МКАД до двухпутного разъезда с платформой Ромашково (действующий, бывший самостоятельный разъезд) в Одинцовском районе Московской области. В Ромашково ответвляется неэлектрифицированная линия на Рублёво, поэтому станция является узловой.
На станции два остановочных пункта электропоездов:
- одноимённая пассажирская платформа длиной в 1,5 вагона (ок. 30 м), находится на востоке от главного западного пути (единственный электрифицированный путь) в Москве, используется работниками самой станции. Фактически не имеет выхода в город, с южной стороны платформы расположен служебный проход на основную часть станции Кунцево II. Платформа является нетарифной остановкой по требованию. В поездах Иволга вход и выход через кабину машиниста. Оформление билетов осуществляется в область (билет должен действовать от/до Ромашково; пассажир может выйти через турникет по имеющемуся билету по общим правилам);
- платформа Ромашково в Московской области.

Имело прямое сообщение электропоездами с пунктами Савёловского направления.
Время движения с Белорусского вокзала — 21 минута.

## Самые дальние точки беспересадочного сообщения
- На запад:
  - Усово
- На восток:
  - В направлении из Кунцево II: Икша
  - В направлении в Кунцево II: Лобня

## Парк Кунцево I
Станция Кунцево I была открыта в 1874 году. По характеру основной работы являлась промежуточной, по объёму работы относилась к 4-му классу. Входила в Московско-Смоленский центр по организации работы станций ДЦС-3 Московской дирекции управления движением.
Согласно приказу Росжелдора № 53 от 9 февраля 2021 года, станция Кунцево I исключена из перечня железнодорожных станций Тарифного руководства № 4 датой 25 февраля 2021 года. Бывшая станция стала парком Кунцево I железнодорожной станции Кунцево II.
В парке расположены два остановочных пункта пригородных поездов:
- Кунцевская — две платформы
- Рабочий Посёлок — три платформы

## Галерея

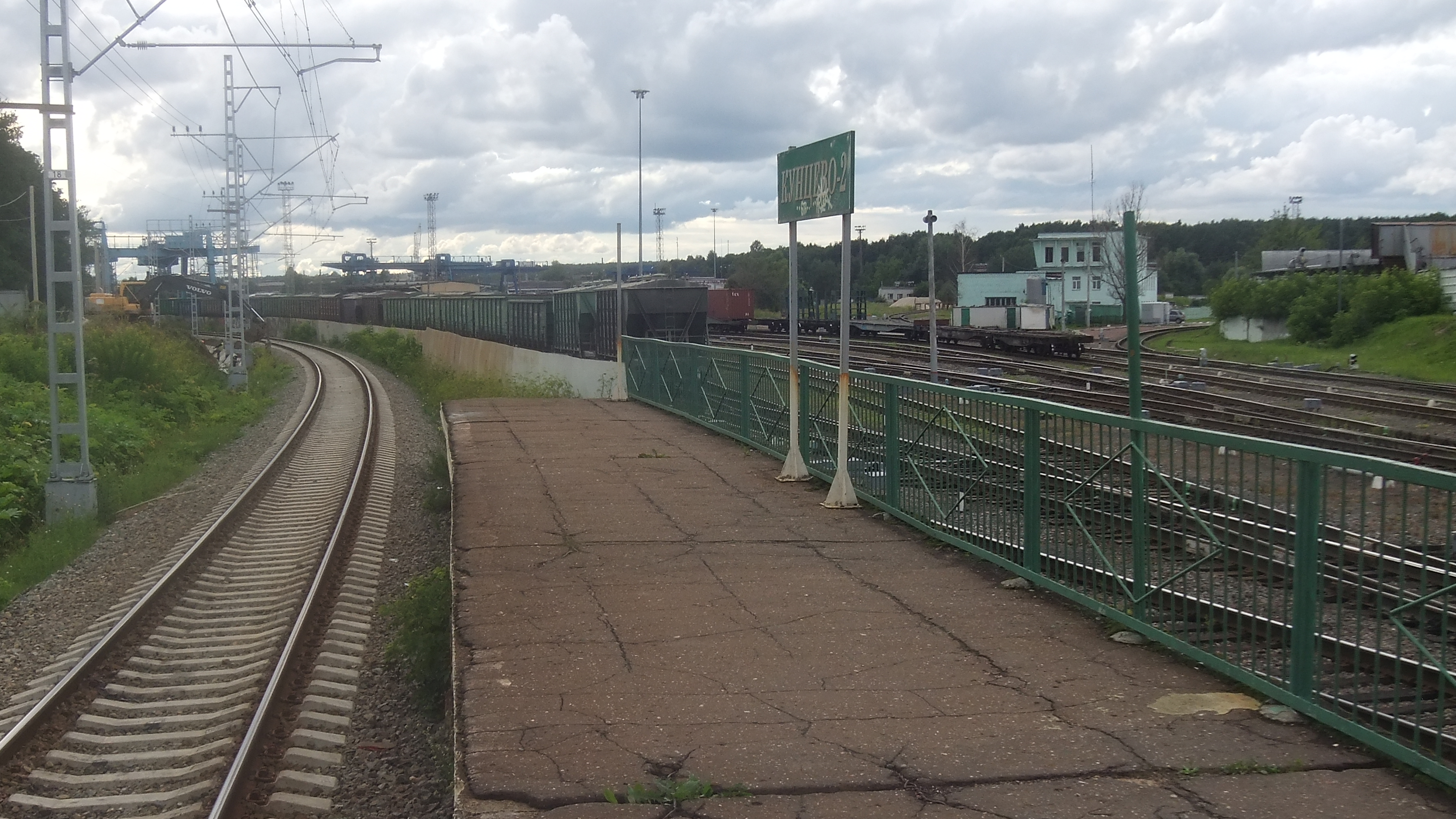
Платформа
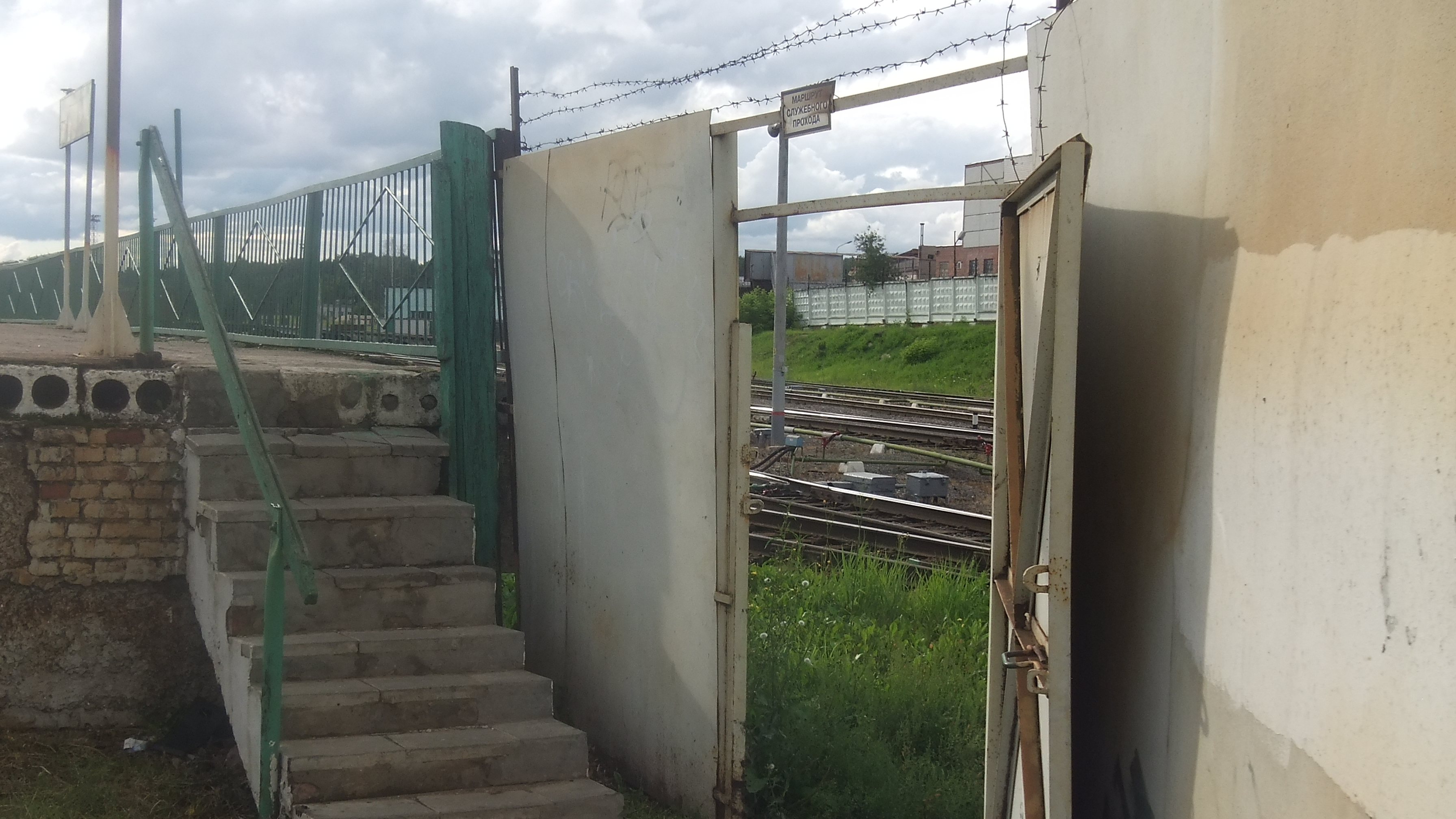
Служебный проход
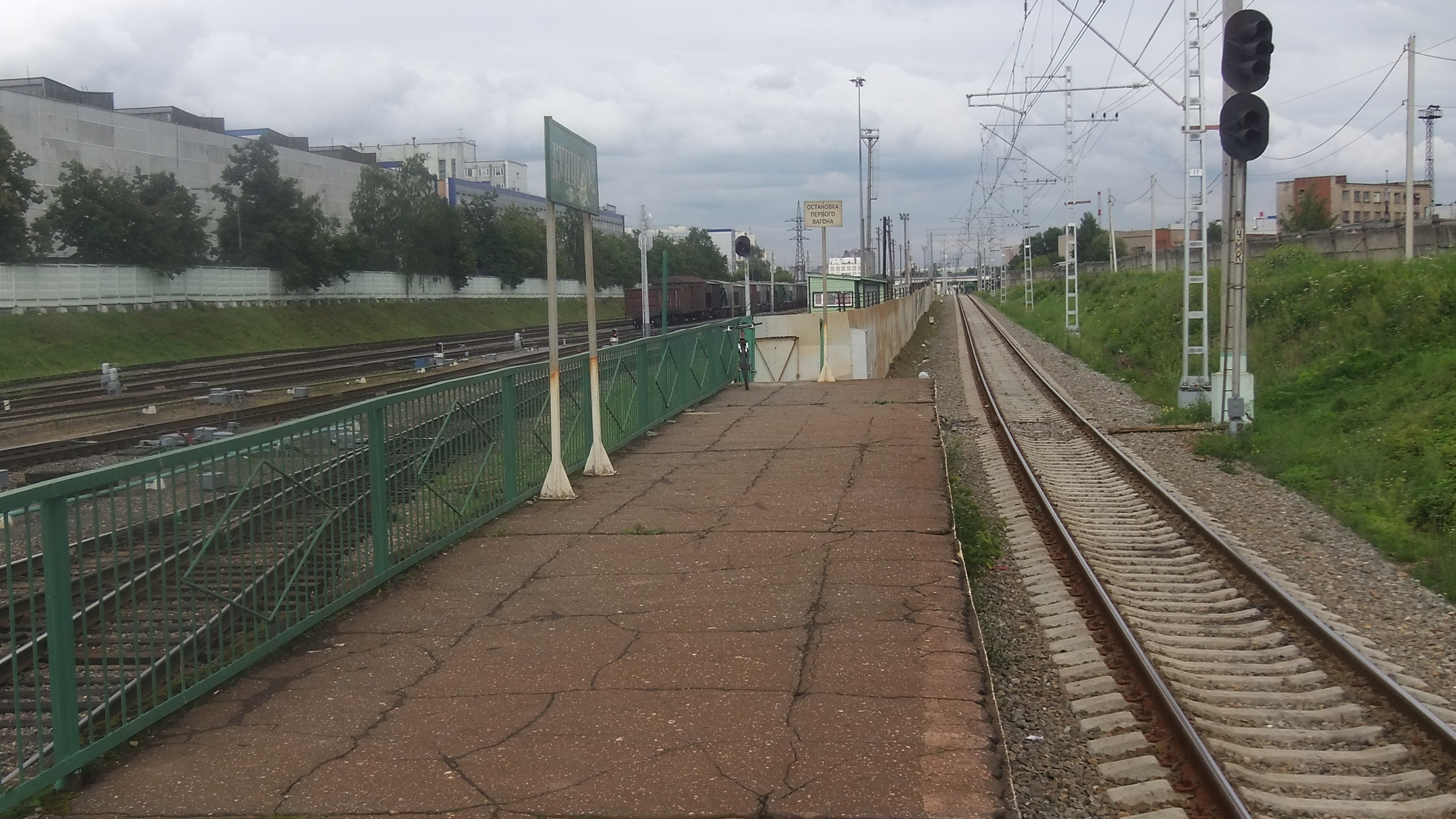
Платформа
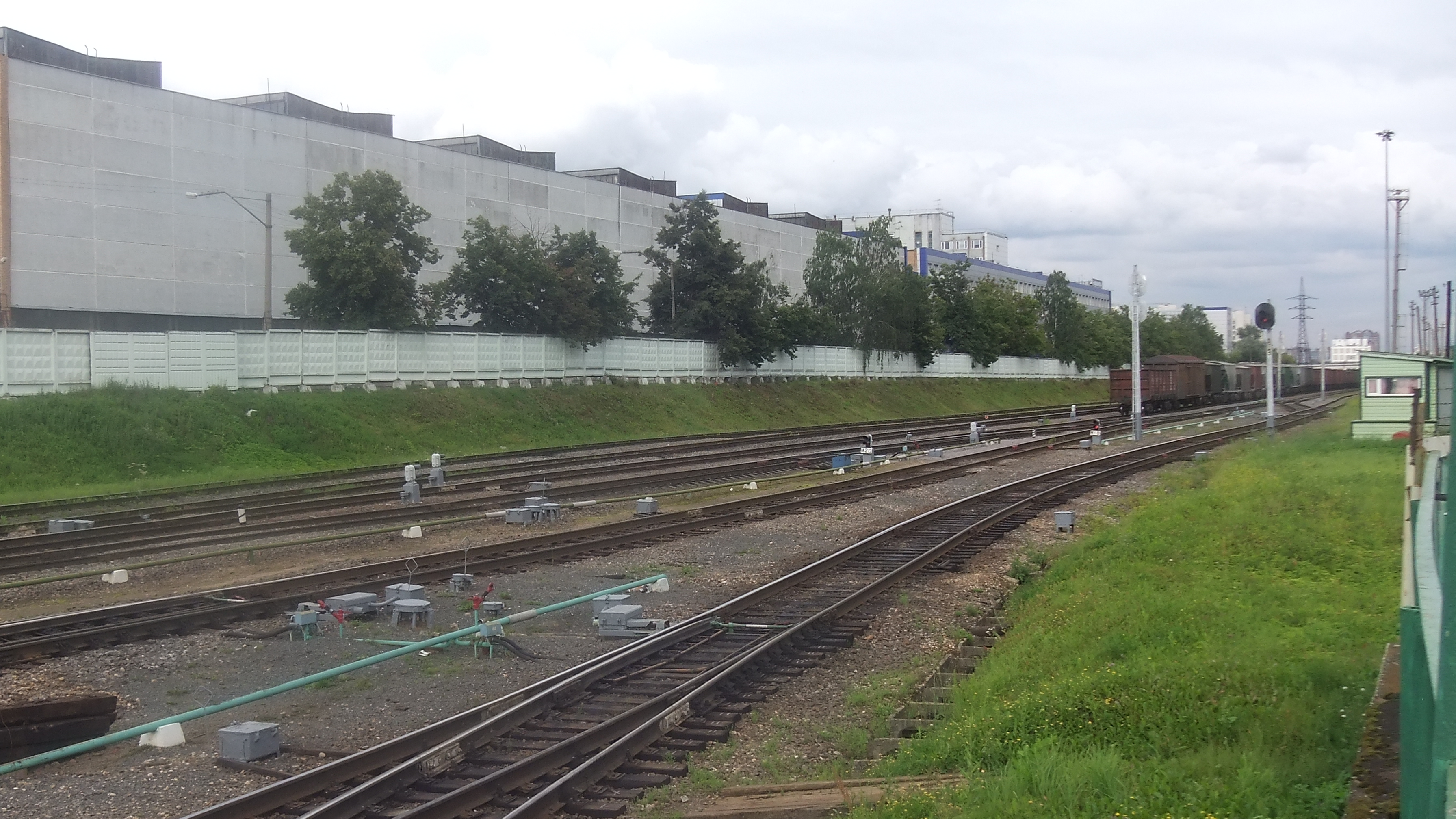
Грузовые пути сзади платформы, вид на северо-восток
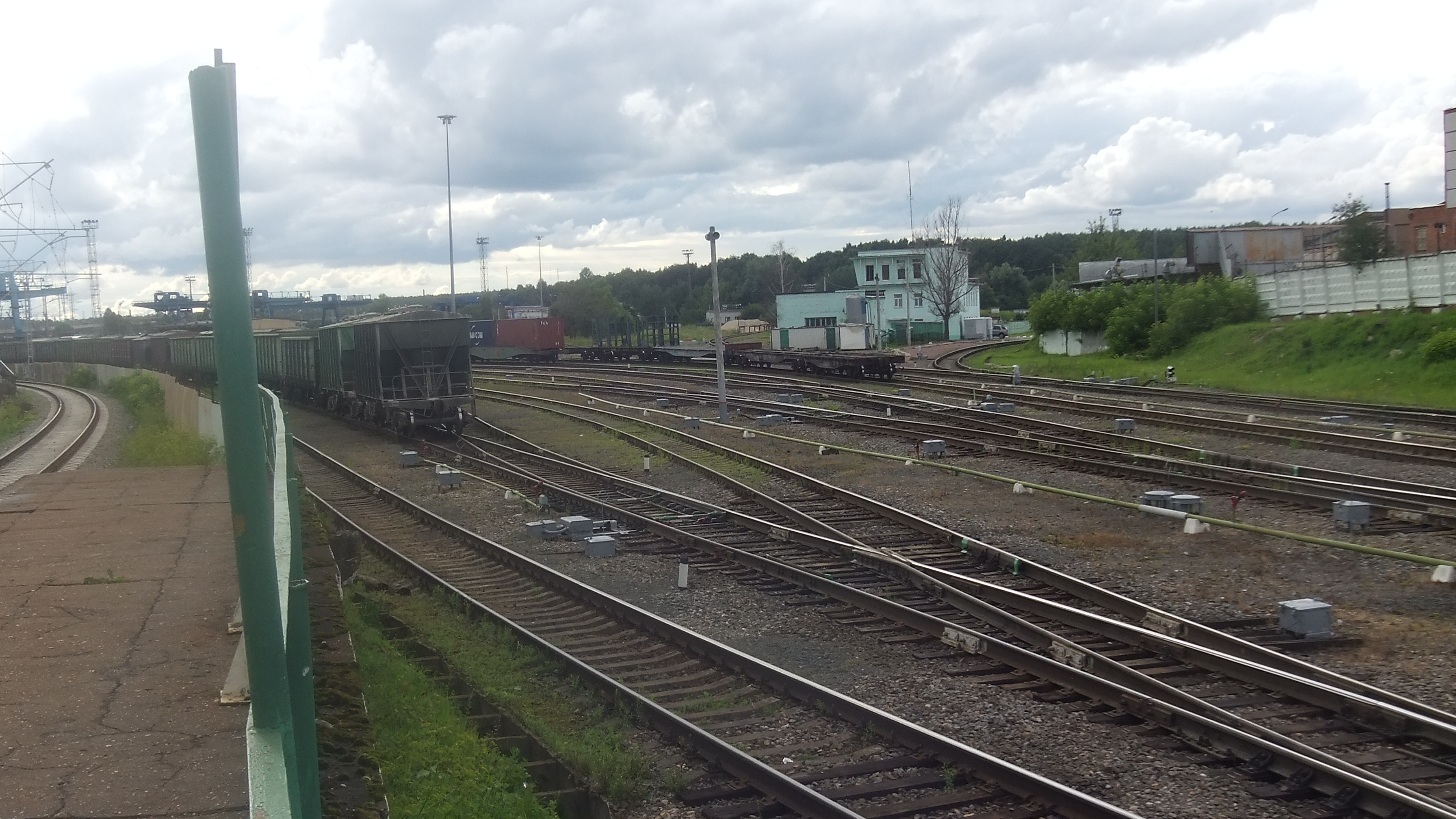
Грузовые пути сзади платформы, вид на северо-запад
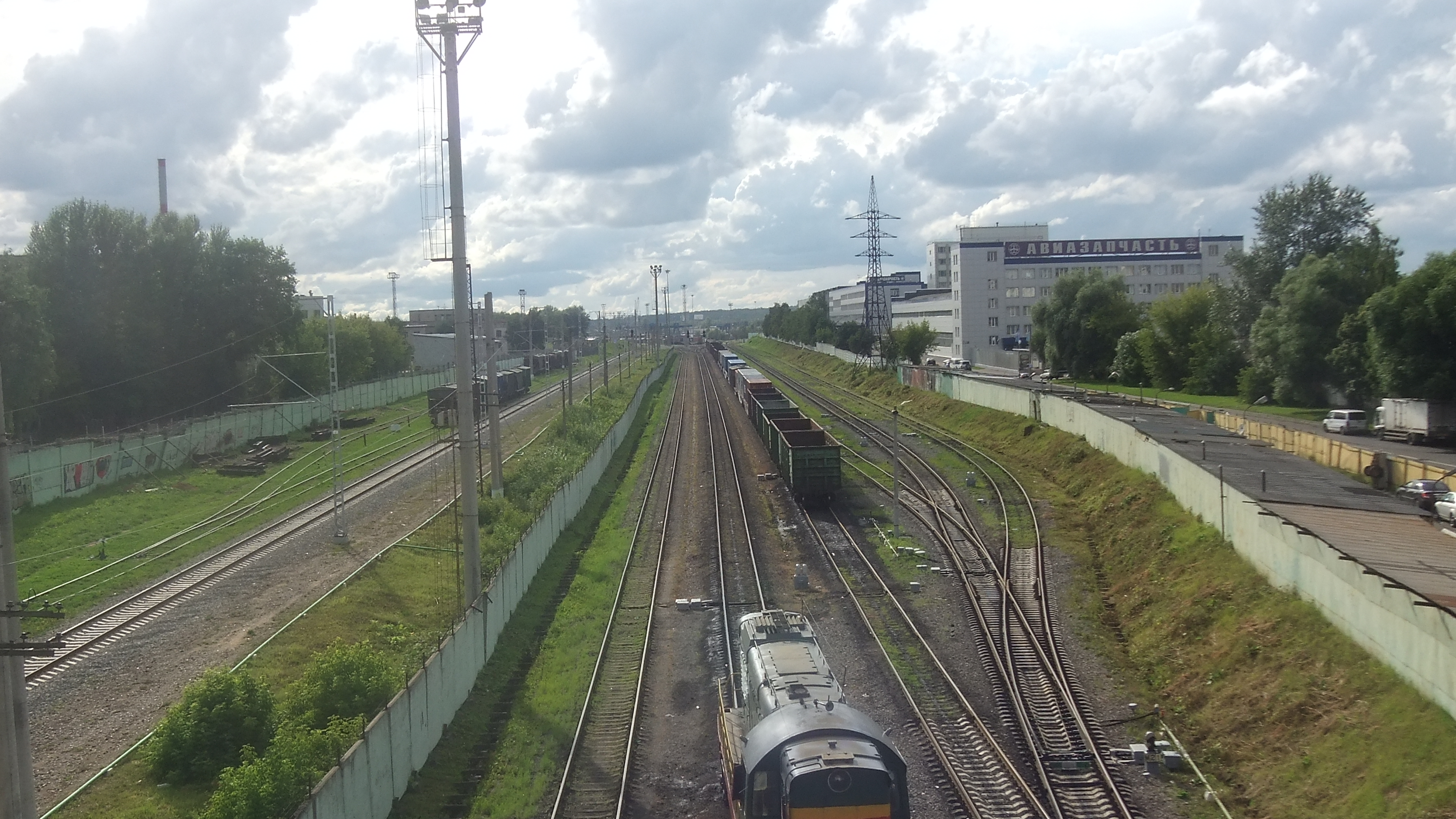
Грузовые пути, вид с эстакады улицы Кубинки
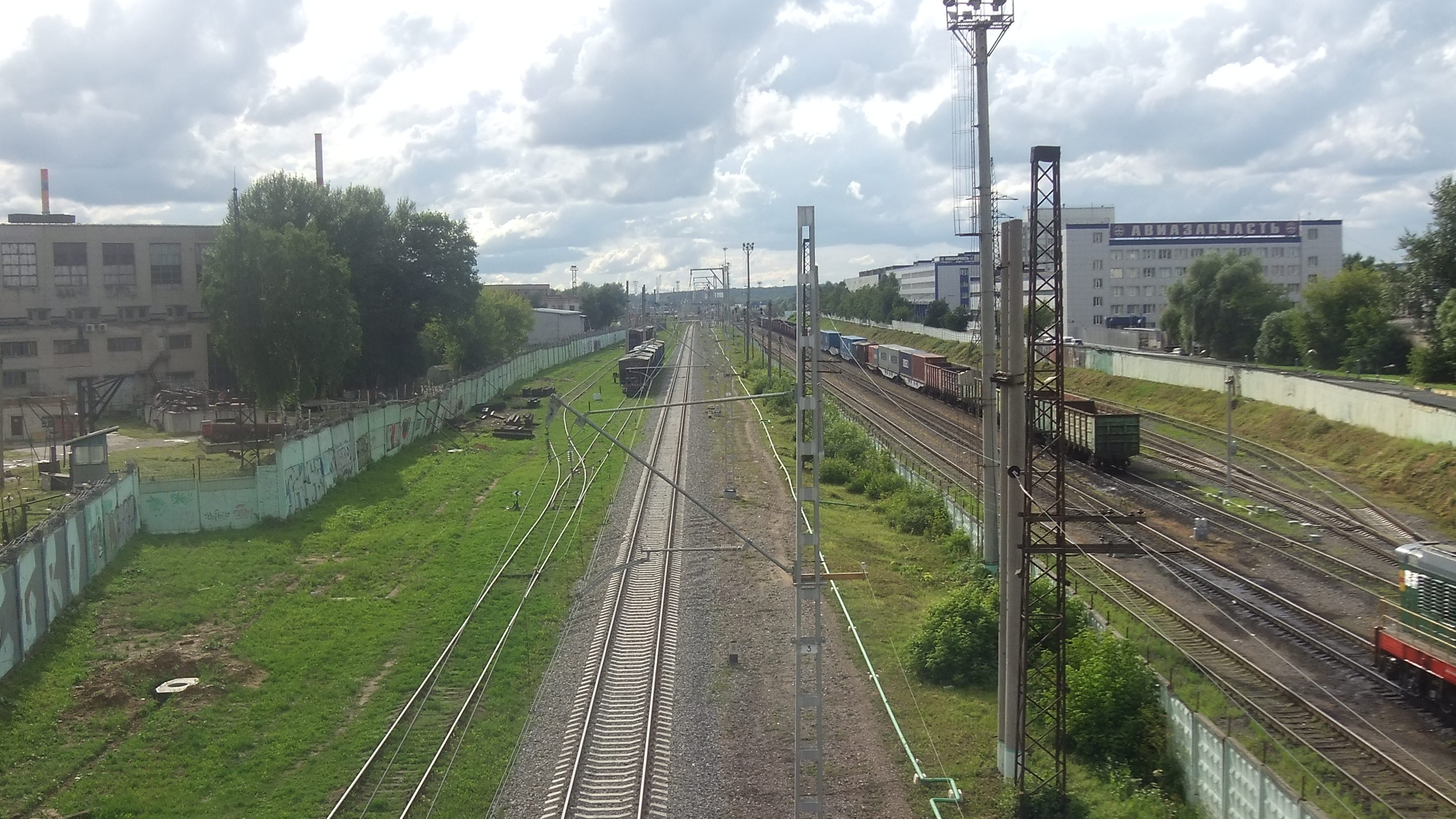
Южный электрифицированный путь, вид с эстакады улицы Кубинки